# IC 1329
IC 1329 је група звијезда у сазвјежђу Делфин која се налази на листи објеката дубоког неба у Индекс каталогу.
Деклинација објекта је + 15° 35' 16" а ректасцензија 20h 43m 42,3s.